# Zamarada apicata
Zamarada apicata là một loài bướm đêm trong họ Geometridae.